# جزیره کینگ مکنزی
جزیره کینگ مکنزی (به انگلیسی: Mackenzie King Island) یک جزیره در کانادا است که در نواحی شمال غرب واقع شده‌است.

## خصوصیات
جزیره کینگ مکنزی ۵٬۰۴۸ کیلومترمربع مساحت و ۰ نفر جمعیت دارد.